# عملية كولومبو
عملية كولومبو كانت عملية نفذتها الشرطة السرية التشيلية في عام 1975 لإخفاء المنشقين السياسيين. يُزعم أن ما لا يقل عن 119 شخصًا قد اختُطفوا ثم قُتلوا فيما بعد. نشرت المجلات قائمة بـ 119 قتيلاً من المعارضين السياسيين. إحدى هذه المجلات المزيفة بعنوان لي، تم نشرها بواسطة كوديكس إديتوريال التابع لوزارة الرفاهية الأرجنتينية بإخراج خوسيه لوبيز ريجا مستشار إيزابيل بيرون ومؤسس فرقة الموت تريبل إيه.

## أوغستو بينوشيه
تم وضع الحاكم العسكري السابق لشيلي أوغستو بينوشيه رهن الإقامة الجبرية فيما يتعلق باختطاف ثلاثة معارضين على الأقل من قبل أجهزته الأمنية. طلب القاضي خوان جوزمان تابيا من العدالة التشيلية رفع حصانة بينوشيه بعد أن تراكمت لديه أدلة على أنه أمر القوات السرية الشيلية بإجراء هذه العملية.
في سبتمبر 2005 قررت المحكمة التشيلية العليا رفع الحصانة عن بينوشيه في هذه القضية، واتهمت القاضي فيكتور مونتيليو بالتحقيقات. في نوفمبر 2005 قال المدعون إن المتخصصين الذين عينتهم المحكمة في قضية عملية كولومبو خلصوا إلى أنه بينما كان يعاني من الخرف الخفيف، كان لائقًا بما يكفي للمثول أمام المحكمة. في هذه المناسبة التقى بينوشيه بالائمة على رئيس القوات السرية مانويل كونتريراس الذي حمله مسؤولية أعمال قواته، وبالتالي عن عملية كولومبو التي قد يُسجن الرجلان بسببها. راؤول إتورياجا نائب مدير القوات السرية تم اتهامه أيضًا في هذه القضية.
في ديسمبر 2005 تبين أن بينوشيه كان مناسبًا للمثول للمحاكمة. لكنه توفي في 10 ديسمبر 2006 دون محاكمة.